# شهرک الیو (شهرستان نوبل، اوهایو)
شهرک اُلیو (به انگلیسی: Olive Township) یک منطقهٔ مسکونی در ایالات متحده آمریکا است که در شهرستان نوبل، اوهایو واقع شده‌است.
 بخش زیتون ۷۱٫۸ کیلومتر مربع مساحت و ۵٬۳۹۵ نفر جمعیت دارد و ۲۳۶ متر بالاتر از سطح دریا واقع شده‌است.